# Улица Рафиева (Минск)
Улица Рафиева — улица в Московском районе Минска.

## История
Названа в честь Нажафкули Ражабали оглы Рафиева (1915-1970), участника освобождения Белоруссии от немецко-фашистских захватчиков, Героя Советского Союза.
Рафиев особо отличился во время освобождения Беларуси. Как командир, умело организовал действия взвода во время наступления. Танкисты Рафиева первыми вошли на улицы города Барановичи.

## Расположение
Начинается у улиц М. Горецкого и Алибегова.
Заканчивается у улицы Слободской, в 95 метрах от МКАД.
Пересекается с улицами:
- Михалово,
- Голубева,
- Любимова проспект,
- Белецкого,
- Есенина.

Микрорайоны:
- Юго-Запад,
- Малиновка.

## Почтовые отделения
- 220051 (обслуживаемые дома — 60-к, 81-к)
- 220116 (обслуживаемые дома — 1-15)
- 220117 (обслуживаемые дома — 17-79, 2-58)